# Palakék bozótlégykapó
A palakék bozótlégykapó (Peneothello cyanus) a madarak osztályának verébalakúak (Passeriformes) rendjéhez és a cinegelégykapó-félék (Muscicapidae) családjához tartozó tartozó faj.

## Rendszerezése
A fajt Tommaso Salvadori olasz ornitológus írta le 1874-ben, a Myiolestes nembe Myiolestes cyanus néven.

## Alfajai
- Peneothello cyanus atricapilla (Hartert & Paludan, 1934)
- Peneothello cyanus cyanus (Salvadori, 1874)
- Peneothello cyanus subcyanea (De Vis, 1897)[2]

## Előfordulása
Új-Guinea szigetén, Indonézia és Pápua Új-Guinea területén honos. Természetes élőhelyei a szubtrópusi és trópusi hegyi esőerdők és másodlagos erdők. Állandó, nem vonuló faj.

## Megjelenése
Testhossza 15 centiméter, testtömege 24–30 gramm.

## Életmódja
Rovarokkal táplálkozik.

## Természetvédelmi helyzete
Az elterjedési területe nagyon nagy, egyedszáma pedig stabil. A Természetvédelmi Világszövetség Vörös listáján nem fenyegetett fajként szerepel.